# Dennis Knoll
Dennis Knoll är en kulle i Antarktis. Den ligger i Östantarktis. Nya Zeeland gör anspråk på området. Toppen på Dennis Knoll är 400 meter över havet.
Terrängen runt Dennis Knoll är varierad. Trakten är obefolkad. 